# 基数效应
基数效应（Base Effect）指在同比口径下，由于上一年度财务或经济数据因某些因素导致偏低或偏高，使得本年数据出现高增长或大幅下降的情况。
基数效应使得某些数据的高增长失去实际参考意义。比如一家公司上一年度由于主业变更，分割出大量资产，导致营收大幅减少，本年度转换主业经营恢复正常后因上一年度业绩基数很低，同比就出现了高增长。事实上，这并不一定反映公司目前主业盈利能力突出。通常，那些业绩同比增长十几倍甚至几十倍的情况都是受基数效应影響的，因为上市公司如果正常运营，即便是有并购、整体上市等活动，业绩也不会在一年内有异常的高增长。在衡量一家公司经营和财务数据的长期历史趋势时，需要将受基数效应影响的年份剔除出去。基数效应除了可以解释已经发生的数据异常变化外，还可以对未来数据的走向做出预测。比如某年度因自然灾害，农产品减产，导致食品价格上涨，并引发消费者物价指数（CPI）增幅加速，形成一个较高的比较基数，在不出现其它情况的前提下，下一年度的CPI同比增速就会下降。